# 오미타마시
오미타마시(일본어: 小美玉市)는 일본 이바라키현 중남부에 있는 시이다.
오가와정, 미노리정, 다마리촌이 합쳐져 성립하였고, 시의 이름인 오미타마(小美玉)는 오가와(小川), 미노리(美野里), 다마리(玉里)의 앞글자를 따와서 만든 것이다.

## 지리
간토평야에 있고 가스미가우라호와 접한다. 다마리 지구에서 바라보는 쓰쿠바산은 아름답기로 정평이 나 있다.

### 인접한 지자체
- 이시오카시
- 나메가타시
- 호코타시
- 가사마시
- 히가시이바라키군 이바라키정

## 역사
- 2006년 3월 27일 - 히가시이바라키군 오가와정, 미노리정과 니하리군 다마리촌이 합병해 탄생하였다.

## 교통

### 항공
- 이바라키 공항

### 철도
- 동일본 여객철도 조반선

### 도로
- 조반 자동차도
- 국도 제6호선
- 국도 제355호선

## 인구
| 연도 | 인구   | ±%     |
| ---- | ------ | ------ |
| 1920 | 25,143 | —      |
| 1930 | 26,330 | +4.7%  |
| 1940 | 28,341 | +7.6%  |
| 1950 | 37,280 | +31.5% |
| 1960 | 35,675 | −4.3%  |
| 1970 | 36,967 | +3.6%  |
| 1980 | 48,200 | +30.4% |
| 1990 | 52,269 | +8.4%  |
| 2000 | 51,593 | −1.3%  |
| 2010 | 47,026 | −8.9%  |